# Енеаграмичноредово деветоъгълно пано
Енеаграмичноредово деветоъгълно пано е правилно хиперболично звездовидно пано. Дуалното пано е деветоредово енеаграмично пано. На всеки връх има девет деветоъгълника, образуващи енеаграм втора степен. Връхната фигура е правилен енеаграм. По структурата неговият аналог се нарича деветоредово триъгълно пано.

## Свързани многостени и пана
Когато p е равен на:
- 5 (голям додекаедър). Големият додекаедър също е звездовидно пано].
- 7 (хептаграмичноредово седмоъгълно пано)
- 9 (енеаграмичноредово деветоъгълно пано)